# ميلينا غاسبيروني
ميلينا غاسبيروني هي سياسية من سان مارينو، شغلت منصب الحاكم للفترة 1 أبريل 2024 – 1 أكتوبر 2024 مع أليساندرو روسي.